# Playback (Tom Petty)
Playback är en samlingsbox släppt av Tom Petty & the Heartbreakers 1995. Den innehåller deras mest populära låtar, tidigare osläppta låtar och låtar med Tom Petty och hans tidigare band Mudcrutch. Till boxen följde även en VHS, senare DVD, med bandets musikvideor.

## Låtlista

### CD 1:The Big Jangle
1. "Breakdown"
2. "American Girl"
3. "Hometown Blues"
4. "Anything That's Rock 'n' Roll"
5. "I Need to Know"
6. "Listen to Her Heart"
7. "When the Time Comes"
8. "Too Much Ain't Enough"
9. "No Second Thoughts"
10. "Baby's a Rock 'n' Roller"
11. "Refugee"
12. "Here Comes My Girl"
13. "Even the Losers"
14. "Shadow of a Doubt (A Complex Kid)"
15. "Don't Do Me Like That"
16. "The Waiting"
17. "Woman in Love (It's Not Me)"
18. "Something Big"
19. "A Thing About You"
20. "Insider"
21. "You Can Still Change Your Mind"

### CD 2:Spoiled and Mistreated
1. "You Got Lucky"
2. "Change of Heart"
3. "Straight into Darkness"
4. "Same Old You"
5. "Rebels"
6. "Don't Come Around Here No More"
7. "Southern Accents"
8. "Make It Better (Forget About Me)"
9. "The Best of Everything"
10. "So You Want to Be a Rock 'n' Roll Star"
11. "Don't Bring Me Down"
12. "Jammin' Me"
13. "It'll All Work Out"
14. "Mike's Life/Mike's World"
15. "Think About Me"
16. "A Self-Made Man"

### CD 3:Good Booty
1. "Free Fallin'"
2. "I Won't Back Down"
3. "Love is a Long Road"
4. "Runnin' Down a Dream"
5. "Yer So Bad"
6. "Alright for Now"
7. "Learning to Fly"
8. "Into the Great Wide Open"
9. "All or Nothin'"
10. "Out in the Cold"
11. "Built to Last"
12. "Mary Jane's Last Dance"
13. "Christmas All Over Again"

### CD 4:The Other Sides
1. "Casa Dega" (Petty, Campbell) – 3:37
2. "Heartbreakers Beach Party" (Petty) – 1:57
3. "Trailer" (Petty) – 3:15
4. "Cracking Up" (Nick Lowe) – 3:34
5. "Psychotic Reaction" (Live) (Ken Ellner, Roy Chaney, Craig Atkinson, John Byrne, John Michalski) – 4:49
6. "I'm Tired Joey Boy" (Live) (Van Morrison) – 3:42
7. "Lonely Weekends" (Live) (Charlie Rich) – 2:47
8. "Gator on the Lawn" (Petty) – 1:35
9. "Make That Connection" (Petty, Campbell) – 5:04
10. "Down the Line" (Petty, Lynne, Campbell) – 2:53
11. "Peace in L.A." (Peace Mix) (Petty) – 4:43
12. "It's Rainin' Again" (Petty) – 1:32
13. "Somethin' Else" (Live) (Sharon Sheeley, Bob Cochran) – 2:05
14. "I Don't Know What to Say to You" (Petty) – 2:28
15. "Kings Highway" (Live) (Petty) – 3:30

### CD 5:Through the Cracks
1. "On the Street" (Benmont Tench) – 2:10
2. "Depot Street" (Petty) – 3:26
3. "Cry to Me" (Bert Russell) – 3:06
4. "Don't Do Me Like That" (Mudcrutch version) (Petty) – 2:47
5. "I Can't Fight It" (Petty) – 3:00
6. "Since You Said You Loved Me" (Petty) – 4:40
7. "Louisiana Rain" (Originalversion) (Petty) – 4:22
8. "Keeping Me Alive" (Petty) – 2:59
9. "Turning Point" (Petty) – 2:52
10. "Stop Draggin' My Heart Around" (Demo version) (Petty, Campbell) – 4:11
11. "The Apartment Song" (Demo Version) (Petty) – 2:37
12. "Big Boss Man" (Al Smith, Luther Dixon) – 2:41
13. "The Image of Me" (Wayne Kemp) – 2:33
14. "Moon Pie" (Petty) – 1:05
15. "The Damage You've Done" (Country version) (Petty) – 3:16

### CD 6:Nobody's Children
1. "Got My Mind Made Up" (Originalversion) (Petty) – 2:51
2. "Ways to Be Wicked" (Petty, Campbell) – 3:27
3. "Can't Get Her Out" (Petty) – 3:11
4. "Waiting for Tonight" (Petty) – 3:30
5. "Travelin'" (Petty) – 3:15
6. "Baby, Let's Play House" (Arthur Gunter) – 2:33
7. "Wooden Heart" (Bert Kaempfert, Kay Twomey, Fred Wise, Ben Weisman) – 2:09
8. "God's Gift to Man" (Petty) – 4:18
9. "You Get Me High" (Petty) – 2:48
10. "Come on Down to My House" (Petty) – 3:05
11. "You Come Through" (Petty, Campbell) – 5:15
12. "Up in Mississippi Tonight" (Petty) – 3:28

## VHS/DVD
1. "Here Comes My Girl" (1979)
2. "Refugee" (1979)
3. "The Waiting" (1981)
4. "A Woman in Love (It's Not Me)" (1981)
5. "Insider" (1981)
6. "You Got Lucky" (1982)
7. "Change of Heart" (1982)
8. "Don't Come Around Here No More" (1985)
9. "Jammin' Me" (1987)
10. "I Won't Back Down" (1989)
11. "Runnin' Down A Dream" (1989)
12. "Free Fallin'" (1989)
13. "A Face in the Crowd" (1990)
14. "Yer So Bad" (1990)
15. "Learning to Fly" (1991)
16. "Into the Great Wide Open" (1991)
17. "Mary Jane's Last Dance" (1993)